# Meg Tilly
Meg Tilly, ursprungligen Margaret Elizabeth Chan, född 14 februari 1960 i Long Beach i Kalifornien, är en amerikansk-kanadensisk skådespelare och författare.

## Biografi
Tilly är dotter till en kinesisk-amerikansk affärsman och näst yngst av fyra syskon, däribland den äldre systern skådespelaren Jennifer Tilly. Då hon var tre år skilde sig föräldrarna och barnen flyttade med modern och hennes nya man till Texada i British Columbia i Kanada.
Meg Tilly började dansa balett vid 12 års ålder och flyttade efter high school till New York för en karriär som balettdansös, bland annat med Connecticut Ballet Company och på turné med det internationella Throne Dance Theatre. 1979 medverkade hon för första gången på film, som dansare i Alan Parkers Fame, men samma år tvingades hon sluta med dansen efter en ryggskada under en övning och sökte sig då i stället till filmbranschen och Los Angeles. Efter några mindre roller för film och TV fick hon en ledande roll 1982 i filmen Tex med Matt Dillon. Därefter har hon synts i framträdande roller i en mängd filmer och TV-produktioner. Bland annat har hon en av huvudrollerna i filmen Psycho II.
Tilly nominerades till en Oscar och vann en Golden Globe för sin titelroll som nunna som blir oförklarligt gravid i filmen Agnes av Gud (1985). Därutöver har hon bland annat medverkat i The Two Jakes, Milos Formans Valmont, Människor emellan, Flickan i gungan och Body Snatchers – Invasionen fortsätter. Hon var tilltänkt att spela rollen som Mozarts hustru Constance i Milos Formans Amadeus men tvangs hoppa av, då hon dagen före inspelningsstart i Prag skadat benet vid en fotbollslek.
Meg Tilly drog ned på sin filmkarriär i mitten av 1990-talet och har därefter skrivit flera böcker. Romanen Singing Songs skildrar en uppväxt av misshandel och incest, och är enligt Tilly inspirerad av minnen från hennes egen uppväxt.
Åren 1983–1989 var hon gift med filmproducenten Tim Zinnemann (son till filmregissören Fred Zinnemann); de fick två barn. Hon har även en son från sitt förhållande med skådespelaren Colin Firth. Mellan 1995 och 2002 var hon gift med filmbolagschefen John Calley. Hon har därefter gift om sig med författaren Don Calame och bor i Toronto.

## Filmografi i urval
- 1980 – Fame
- 1983 – Psycho II
- 1983 – Människor emellan
- 1985 – Agnes av Gud
- 1988 – Dubbelspel
- 1988 – Flickan i gungan
- 1989 – Valmont
- 1990 – The Two Jakes
- 1993 – Body Snatchers – Invasionen fortsätter
- 1995 – Sleep With Me
- 2012–2013 – Bomb girls (TV-serie)